# Johann Michael Lindenmayer
Johann Michael Lindenmayer (* 15. November 1796 in Ulm; † 25. Oktober 1858 ebenda) war ein württembergischer Oberamtmann.

## Leben
Als Sohn eines Bürgers und Bäckermeisters geboren, studierte Lindenmayer nach dem Besuch des Ulmer Gymnasiums und seiner Zeit als Inspizient beim Oberamt Ulm Rechtswissenschaften in Tübingen und Heidelberg. Während seines Studiums wurde er 1817 Mitglied der Alten Tübinger Burschenschaft Arminia und der Ulmia sowie 1818 der Alten Heidelberger Burschenschaft. Ab 1822 war er Aktuar beim Oberamt Ulm. Von 1831 bis 1834 war er als Hilfsarbeiter bei der Regierung des Donaukreises in Ulm tätig, dann bis 1836 Oberamtsverweser und bis 1841 Oberamtmann beim Oberamt Gaildorf. Danach wirkte er bis 1853 als Oberamtmann beim Oberamt Laupheim. 1853 wurde er Sekretär und später Kanzleirat bei der Regierung des Jagstkreises in Ellwangen.